# Bara en trumpetare
Bara en trumpetare är en svensk komedi- och musikalfilm från 1938 i regi av Anders Henrikson. I huvudrollerna ses Adolf Jahr, Sickan Carlsson och Elof Ahrle.

## Handling
På kavalleriregementet är det tidig morgon, en trumpetare blåser revelj. Inne i ett logement träffar vi några dussin kavallerister. Det blir uppställning och löjtnant Braune tar emot tredje skvadronen. Efter hästskötsel träffas man i musikrummet där blåsorkestermedlemmarna skall repetera. Sergeant Göransson lägger listan med dagens program på kapellmästarens notställ och Adolf Berg spexar med orkestern som dirigent till Göransson avbryter honom och övertar repetitionen av den musik som skall spelas på nästa vaktparad.
Hemma hos teaterdirektör Brinkman finner vi direktören pratande med sina döttrar Stina och Gertrud. Det framgår att han är orolig för höstens program. Han behöver en ny operett för att klara finanserna och nu skall han göra en rundresa på kontinenten och jaga ett nytt verk. Han ber döttrarna går ner till Skeppsbron i stället för honom och ta emot en viss disponent Berg, en gammal vän som han brukar sköta om. Gertrud åtar sig uppdraget att bjuda honom på middag eftersom Stina är upptagen med sin fästman, löjtnant Braune.
Gertrud går ner till båten och får i hastigheten tag på Adolf Berg som är nere för att hämta en väska som hans mor sänt ner från Norrland. Berg förstår att det är ett misstag, men när han får reda på att hennes far söker en operett säger han sig kunna erbjuda en svensk sådan vilken en vän till honom har skrivit. Han låter Gertrud bjuda ut honom för pappa Brinkmans pengar och de hamnar på restaurang Blå Bävern där Adolfs kamrater sitter i orkestern. Där förekommer en myckenhet av allsång ledd av operettsångerskan Svea Hjorth. Adolf gör sitt bästa för dölja sig för kamraterna men de upptäcker att han är där och tycker att hans ”syster”, som han tagit som förevändning för att få ledigt, förändrats väl mycket.
Dagen därpå diskuterar Adolf med sin kamrat Elof. Adolf säger hon var underbara och att han tänker träffa henne igen. Han visar Elof ett paket med den operett han hållit på att plita på och ber denne gå hem till Brinkman med detta. 
Operetten blir uppenbart uppskattad och när Adolf är ute och åker bil med Gertrud berättar hon att fadern blivit förtjust. Han är nära att avslöja sig när det visar sig att han kan sjunga med i ett nummer i den men klarar sig med att han kan den eftersom kompositören är en mycket nära vän till honom. Hon pratar efteråt med fadern i telefon och säger till dennes överraskning att den där Berg verkar mycket trevlig. Han ger henne i uppdrag att få tag i kompositören.
Gertrud och Stina hastar för att se högvakten eftersom Stinas fästman denna dag har tjänstgöring. Plötsligt får Gertrud se Berg mitt i vaktparaden och inser att han är någon annan än hon trott. Hon börjar gråta och förstår ingenting. När de möts efteråt erkänner han att han bara är en trumpetare men att han heter Berg i alla fall. Han ville bara gripa en chans när han nu fick den men hon blir inte övertygad utan förblir bara arg och ledsen.
Adolf uppsöker Brinkman och låtsas vara en advokat Bergman, vilken representerar kompositören. Han skriver kontrakt och lyckas stipulera att kompositören skall dirigera vid premiären som skall sammanfalla med livregementet till hästs jubileum. När Gertrud dyker upp på kontoret försvinner Adolf ut bakvägen. Gertrud är sur och säger att hon inte längre är intresserad av operetten men nu skall hon ut på övning med Röda stjärnan.
Regementet har stor manöver och Elof lockar med sig Adolf att besöka de två husorna Anna och Augusta som han tidigare pratat in sig hos. De blir överraskade när det dyker upp främmande personer och de gömmer sig i källaren. Det är Gertrud som är inblandad i övningen och när hon går ner där och upptäcker att det finns främmande där, börjar hon skjuta så att Adolf blir indränkt av hallonsaft. Hon upptäcker sitt misstag och tror först att Adolf är sårad men när hon inser att det inte var så farligt blir hon än mer arg. Så småningom lyckas Elof och Adolf ta sig ur sin belägenhet genom att Adolf blåser larm med en trumpet. Hans förehavanden under natten avslöjas emellertid och han får åtta dagar i buren. Innan han spärras in har han dock uppsökt Brinkman och återtagit sitt partitur. När Adolf precis hunnit försvinna dyker den riktige Berg upp på kontoret och Brinkman får klart för sig de riktiga förhållandena. Han letar reda på Adolf som sitter i arrest och lyckas ta tillbaka partituret för att operetten skall kunna framföras som utsatt.
Adolf får en sådan chock att inte få dirigera sin egen operett på premiären att han drömmer om att han är en fången karolin som räddas av karolinen Loffe. De upplever en massa äventyr, där han befriar Gertrud från hennes far och överbringar en viktig depesch till Karl XII och blir belönad av denne. När han vaknar upp hör han att operetten gjort stor succé och att han befordrats till sergeant. Han blir utsläppt men låtsas ha fått korgen, när hans kamrater undrar om Gertrud. Göransson, Elof och Putte tågar upp till Gertrud och vill prata med henne. Hon säger att hon inte vill träffa dem. De blåser fanfar men då visar det sig att Adolf redan är där. Slutkyss.

## Om filmen
Filmen spelades in 23 april–20 juni 1938 i Filmstadens ateljéer. Exteriörerna kommer från Gripsholms slott och K1, Stockholm.
Den hade premiär 26 augusti 1938 på biograf Palladium i Stockholm. Filmen är barntillåten och har visats vid ett flertal tillfällen i SVT, bland annat i maj 2019 och september 2021.
I förtexterna tackas Livregementet till häst (K1) för vänlig medverkan och filmen spelades också delvis in där. Detta kom att väcka en del kritik och debatt efter premiären. Svenska Dagbladets recensent Esq. (Martin Rogberg) var starkt kritisk till filmen, som han menade var en återgång till det sämre efter den mer föredömliga Kamrater i vapenrocken, vilken han menade gav något av den kamratanda, lojalitet och sunda, sportiga demokrati man gärna förknippar med modern svensk militärutbildning. Nu var man tillbaka i den sämsta schablonen och han undrade i sin slutkläm om inte garantier borde krävas i förväg för en films kvalitet innan trupper ställs till förfogande som staffagematerial. Rogbergs kritik delades dock inte av alla kritiker utan fick visst mothugg av andra kommentatorer, där det bland annat hävdades av signaturen Larz (Lars Djurberg), i Stockholms-Tidningen (4.9.1938) att ingen på Livregementet haft något att anmärka på vad gäller filmen.
När filmen visades i TV 1971 rubricerades den i Dagens Nyheter (10.11) som ”Genomfalsk militärkomedi” av TV-recensenten Karl-Olov Eliasson. Denne hade invändningar mot att filmen framställde tillvaron vid regementet som en solig idyll mot bakgrund av hur det verkligen var vid K1. Något som bland annat Jan Fridegård skildrat på kusligt sätt.
I filmen ingick inklippta avsnitt ur John W. Brunius film Karl XII (bilder från slaget vid Poltava), vilket också påtalades i de kommentarer som filmen ådrog sig efter sin premiär.

## Rollista
- Adolf Jahr – Adolf Berg, korpral, trumpetare
- Elof Ahrle – Elof, värnpliktig, trumpetare
- Sickan Carlsson – Gertrud Brinkman
- Gustaf Lövås – Putte, värnpliktig musiker
- Katie Rolfsen – Svea Hjorth, allsångsledare på restaurangen Blå Bävern
- Carl Hagman – Janne Brinkman, direktör, Gertruds far/ryssen Brinkmanovitj i Adolfs dröm
- Karin Albihn – Stina Brinkman, Gertruds syster
- Weyler Hildebrand – Göransson, musiksergeant, Sveas fästman
- Emy Hagman – Augusta, köksa
- Nils Ericson – Gottfrid, värnpliktig musiker
- Carin Swensson – Karin, Brinkmans husa
- Bror Bügler – Bertil Braune, kavallerilöjtnant/Karl XII i Adolfs dröm
- Elsa Jahr – Anna, köksa
- Douglas Håge – disponent Berg/ryss i Adolfs dröm

### Ej krediterade
- Anders Henrikson – översten
- Åke Grönberg – en värnpliktig musiker
- Bertil Hallberg – en värnpliktig musiker
- Tore Werner – en värnpliktig musiker
- Mischa Angelini – en värnpliktig musiker
- Gustaf Nordqvist – kaptenen
- Axel Lindberg – teatervaktmästaren
- Helge Andersson – sergeanten vid arresten
- Knut Lambert – mannen på Burgtheater i Wien
- Keth Hårleman – servitris på Blå Bävern
- Helge Kihlberg – flintskallig gäst på Blå Bävern/ryss i Adolfs dröm
- Hugo Lundström – hans likaledes flintskalla bordsgranne på Blå Bävern
- John Sandling – gäst på Blå Bävern
- Valborg Svensson – gäst på Blå Bävern
- Sven Löfgren – ryss i Adolfs dröm
- Otto Adelby – ryss i Adolfs dröm
- Hans Björnbo – gäst på Blå Bävern
- Yngve Sköld – pianisten på Blå Bävern
- Eivin Lagergren – violinist på Blå Bävern

## Musik i filmen
- Din klara sol går åter opp, musik Johann Georg Störl, text Johan Olof Wallin
- Sjung, sjung, svenska folk, text och musik Lasse Dahlquist, sång Katie Rolfsen, Adolf Jahr och Sickan Carlsson
- Kärlek måste vi ha/O kärleks glödur Den sköna Helena, musik Jacques Offenbach, instrumental
- Toreadorarian/Var på din vakt, toreador ur Carmen, musik Georges Bizet, instrumental
- Jag har bara ögon för dej, musik Gösta Wallenius, text Dardanell, sång Adolf Jahr och Sickan Carlsson
- I parad, musik Harry Lundahl, text Bertil Hallberg och Åke Grönberg, sång Adolf Jahr, Nils Ericson, Gustaf Lövås, Elof Ahrle samt kör
- Gamle kamrat, text och musik Lasse Dahlquist, sång Adolf Jahr
- Sten'ka Razin, sång okänd man på ryska
- Bröder, viljen I gå med oss ..., sång Adolf Jahr, Elof Ahrle och Gustaf Lövås
- ’Tis the Last Rose of Summer, Adolf Jahr spelar på trumpet dubbad av okänd
- Es leuchtet der Mond, instrumental
- Kavallerivisa, musik Mac Morris, instrumental
- Die Lichtung, instrumental

## DVD
Filmen gavs ut på DVD 2014.